# IC 3775
IC 3775 — галактика типу Scd () у сузір'ї Діва.
Цей об'єкт міститься в оригінальній редакції індексного каталогу.